# Гоголиха (Рамешковский район)
Гоголиха — деревня в Рамешковском районе Тверской области, в составе Сельского поселения Некрасово. Располагается в 9 км от посёлка Рамешки, который находится в 64 км от Твери. В деревне протекает река Шуйка, которая впадает в реку Каменка. Есть 3 противопожарных пруда. Добраться до деревни можно автобусом Тверь-Максатиха, Тверь-Лесное.

## Население
| 1859 | 1936 | 1989 | 2002 | 2008 | 2010 |
| ---- | ---- | ---- | ---- | ---- | ---- |
| 231  | ↗332 | ↘37  | ↘26  | ↘10  | ↗15  |